# Yosuke Ikehata
Yosuke Ikehata (født 7. juni 1979) er en japansk tidligere professionel fodboldspiller.
Han har spillet for flere forskellige klubber i sin karriere, herunder Sanfrecce Hiroshima, Verdy Kawasaki, Oita Trinita, Ventforet Kofu og Kataller Toyama.